# Фердинанд Леополд фон Хоенцолерн-Зигмаринген
Фердинанд Леополд Антон фон Хоенцолерн-Зигмаринген-Хайгерлох също граф фон Хоенцолерн-Хайгерлох (на немски: Ferdinand Leopold Anton von Hohenzollern-Sigmaringen-Haigerloch; Ferdinand Leopold Anton von Hohenzollern-Haigerloch; * 4 декември 1692 в Зигмаринген; † 23 юли 1750 в дворец Брюл) от швабската линия на Хоенцолерните е граф на Хоенцолерн-Хайгерлох (1702 – 1750), каноник в Кьолн, Шпайер и Страсбург, 1733 г. премиер-министър на Курфюрство Кьолн при архиепископ и курфюрст Клеменс Август Баварски.
Той е най-големият син на граф Франц Антон фон Хоенцолерн-Хайгерлох (1657 – 1702) и съпругата му Мария Анна Евсебия, графиня фон Кьонигсег-Аулендорф (1670 – 1716), дъщеря на граф Антон Евсебий фон Кьонигсег-Аулендорф (1639 – 1692) и графиня Доротея Геновефа фон Турн († 1671).
Той влиза 1706 г. в капитела на Кьолнската катедрала. От 1714 до 1726 г. той е домхер в Шпайер и 1725 г. и в Страсбург. В Кьолн той е между 1724 и 1727 г. хор-епископ и 1727 г. става вице-дехант, през 1731 г. става дом-дехант. Курфюрст Клеменс Август го прави 1733 г. първи министер на Курфюрство Кьолн след тогавашния първи министер Фердинанд фон Плетенберг. Той поема също службата на обристхофмайстер, обаче има по-малко политическо влияние от предшественика му. През 1745 г. той е при императорския избор на Франц Стефан Лотарингски първият изборен посланик на Курфюрство Кьолн и по нареждане на Клеменс-Август дава гласа за Курфюрство Кьолн.
Фердинанд Леополд умира на 23 юли 1750 г. в дворец Брюл, и е погребан в Кьолнската катедрала.
Той не е женен и няма деца. Негов последник като граф на Хоенцолерн-Хайгерлох е по-малкият му брат Франц Христоф Антон.